# Verê
Verê es un municipio brasileño localizado en el sudoeste del estado del Paraná, la 4  km del margen oeste del Río Chopim. Se encuentra próximo a Dois Vizinhos y Francisco Beltrão.

## Historia
Las tierras donde se localiza el municipio de Verê comenzaron a roturarse alrededor de 1934, cuando llegaron los primeros colonos a las zonas vírgenes de la región. Los colonos llegaron a lomos de burros, procedentes principalmente de Santa Catarina y Río Grande del sur. En sus inicios, las actividades se centraron en la tala de bosques para sembrar maíz y frijol y en la crianza y engorde de cerdos. El nombre Verê viene del indígena caiguangue "Viry", que fue un cacique de los indios de Guarapuava, región histórica de Palmas, amigo de los pobladores.
Su significado en la lingüística caiguangue es: "siempre, eternamente". Creado a través de la Ley Estatal n.º 4730, de 24 de junio de 1963 e instalado en 26 de octubre de 1963, fue separado de Dois Vizinhos.
Verê se convirtió en Distrito Administrativo de Pato Branco por medio de la Ley Municipal n.º. 6 de 26 de junio de 1953. Posteriormente en 1960 pasó a estar en la jurisdicción del municipio de Dois Vizinhos, del cual se segregó en 24 de junio de 1963 por la Ley Estatal n.º. 4.729; Convirtiéndose oficialmente en municipio en 26 de octubre de 1963, siendo su primer alcalde Luiz Francisco Paggi.